# Ljubė
I Ljubė (in russo Любэ?) sono un gruppo musicale russo fondato a Mosca nel 1989 dal produttore musicale Igor' Matvienko. Il nome deriva dall'ucraino e significa letteralmente "qualunque cosa". Negli anni '90 questo termine era associato ai cosiddetti ljubery (in russo люберы?), gli adolescenti dei quartieri operai della città di Ljubercy, sita nei dintorni di Mosca, dove appunto crebbe il leader storico della band Nikolaj Rastorguev.

## Storia
La band ha vissuto diversi cambiamenti riguardo ai suoi membri. Il nucleo iniziale era costituito da Nikolaj Rastorguev, dal chitarrista V. Terešonok (morto nel 1993), dal bassista A. V. Nikolaev (morto nel 1996), dal tastierista A. Davydov e dal batterista R. Bachteev (fino al 1990). Successivamente approdarono i chitarristi A. V. Vajnberg (1990–1992), S. A. Pereguda (1993–2003, e poi dal 2009), A. V. Chochlov (dal 2000) e J. P. Rymanov (1998–2009), i bassisti S. Bašlykov (1992–1993), P. A. Usanov (1996-2016) e D. Strel'cov (dal 2016), il tastierista V. F. Loktev (dal 1990), i batteristi J. I. Ripjach (1990–1991) e A. J. Erochin (dal 1990) e i coristi O. Zenin (1991–1993), E. Nasibullin (1991–1995), P. A. Sučkov (dal 2012), A. V. Kantur (dal 2012), A. Tarasov (dal 2005) e A. M. Kulešov (1994, morto nel 2009).
Esordirono con le canzoni Ljubercy e Bat'ka Machno scritte da Igor' Matvienko e da Aleksandr Šaganov. Seguirono le canzoni Atas e Ne gubite, mužiki interpretate nel programma televisivo Roždestvenskie vstreči condotto da Alla Pugačëva, dove Rastorguev si esibì per la prima volta in un'uniforme militare del modello del 1939. Nei primi 3 anni di attività la band raccolse un pubblico totale di tre milioni di ascoltatori.
Il repertorio musicale della band comprende ballate rock, chanson russe e canti a cappella. Gli arrangiamenti presentano strumenti ad arco e a fiato, nonché strumenti musicali della tradizione russa. Le canzoni di Matvienko includono frasi melodiche, svolte armoniche e formule ritmiche specifiche del tardo popolo russo e delle canzoni di massa sovietiche, come ad esempio la canzone Kon'.
Le canzoni dei Ljubė hanno fatto da colonna sonora per molti film e serie televisive, come Krysy, ili Nočnaja Mafija (1991), Rikošet (1997), Gorjačaja točka (1998), Ubojnaja sila (2000–2005), Specnaz (2002–2003), Kanikuly strogogo režima (2009), Avgust. Vos'mogo (2012), A zori zdes' tichie... (2015), Bezopasnost' (2017) e Rodnye (2021).

## Formazione attuale
- Nikolaj Rastorguev (voce, dal 1989)
- A. V. Chochlov (chitarra, dal 2000)
- D. Strel'cov (basso, dal 2016)
- V. F. Loktev (tastiera, dal 1990)
- A. J. Erochin (batteria, dal 1990)
- P. A. Sučkov (cori, dal 2012)
- A. V. Kantur (cori, dal 2012)
- A. Tarasov (cori, dal 2005)

## Premi
- 19 premi al Pesnja goda (1990–1991, 1994–2003)
- 12 premi al Zolotoj grammofon (1996–1998, 2000, 2002, 2008–2010, 2012–2016)
- 4 premi al Šanson goda (2002, 2016)
- Premio RU.TV (2016)

## Discografia
- Atas (1989)
- Kto skazal, čto my plocho žili? (1992)
- Zona Ljubė (1994)
- Kombat (1996)
- Pesni o ljudach (1997)
- Polustanočki (2000)
- Davaj za… (2002)
- Rasseja (2005)
- Svoi (2009)
- Za tebja, Rodina-mat'! (2015)